# The Valley of Lost Hope (film 1917)
The Valley of Lost Hope è un cortometraggio muto del 1917. Il nome del regista non viene riportato nei credit del film prodotto dalla Vitagraph.

## Produzione
Il film fu prodotto dalla Vitagraph Company of America.

## Distribuzione
Distribuito dalla General Film Company, il film - un cortometraggio in tre bobine - uscì nelle sale cinematografiche statunitensi il 27 gennaio 1917.